# Lucien Boullangier
Nicolas Florentin Lucien Boullangier, né à Fontenoy-le-Château le 11 vendémiaire de l'An XII, 4 octobre 1803, et mort à Fontenoy le 28 juillet 1873, est un ecclésiastique connu pour ses sermons et la restauration de la basilique Saint-Maurice d'Épinal.

## Jeunesse
Lucien Boullangier, septième enfant d'une fratrie de douze, naît dans une famille bourgeoise de Fontenoy,  dynastie de notaires, de greffiers et de commerçants. Son père installe une brasserie à Fontenoy, à l'emplacement de l'hôtel de ville actuel, et loge sa famille dans la maison qu'avait fait bâtir son père, notaire, en 1766.

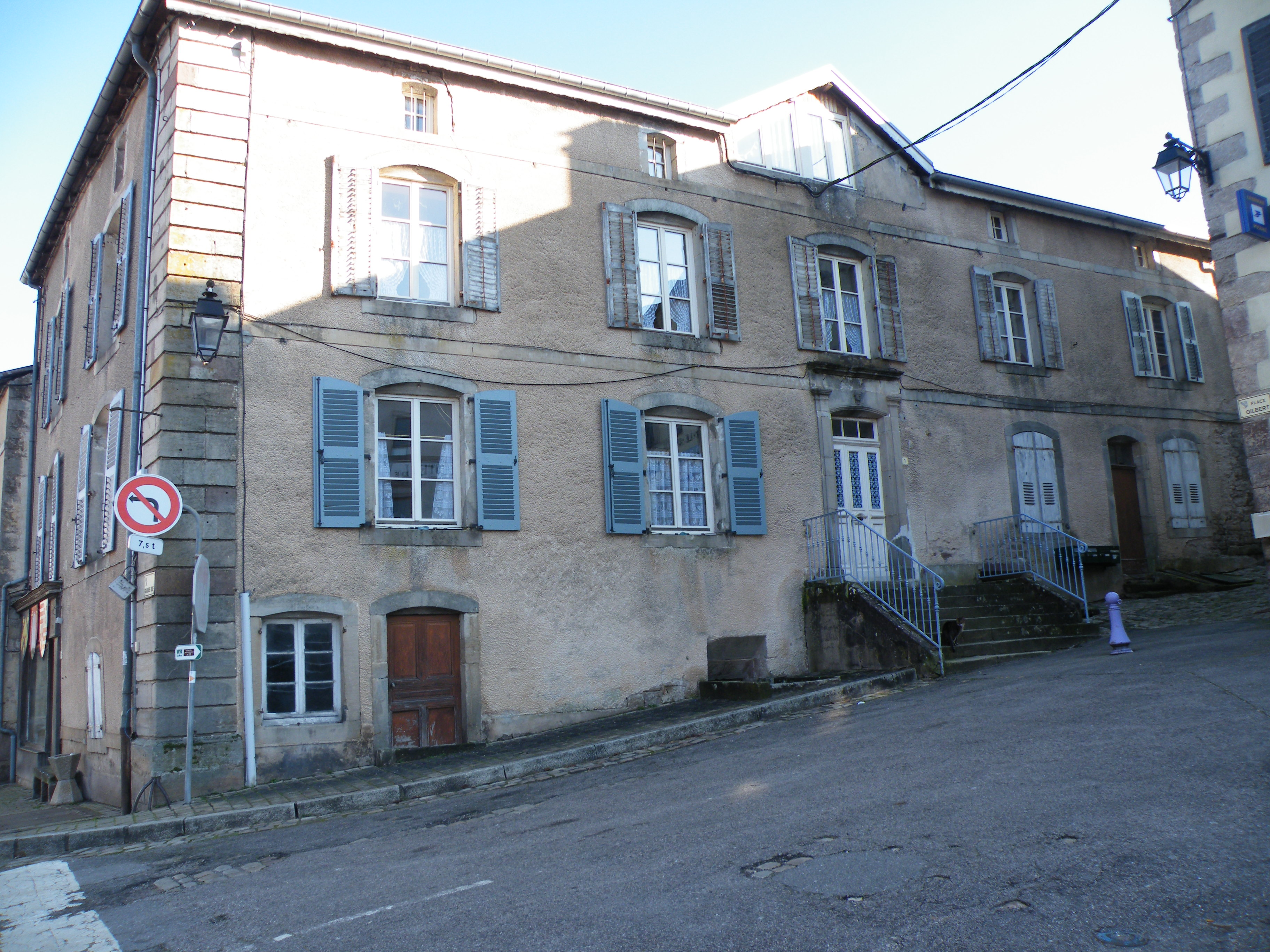
Maison natale de l'abbé Boullangier, place Gilbert.

## Ministère
Après ses études au séminaire de Saint-Dié, il est nommé vicaire à Épinal, puis chanoine archiprêtre de la cathédrale de Saint-Dié en 1833. 
En 1837, chanoine de Saint Dié, il publie, sous le pseudonyme de M. l'abbé B...La jeune Marie, ou Conversion d'une famille protestante.
En 1842, il assure l'administration spirituelle de la cure d'Épinal avant d'en devenir le titulaire l'année suivante. Il le reste jusqu'en 1855. Outre la fondation de plusieurs œuvres : Les Dames de la charité, le catéchisme de la persévérance ou la confrérie de Saint Vincent de Paul. Son nom reste attaché à la restauration de la basilique d'Épinal.

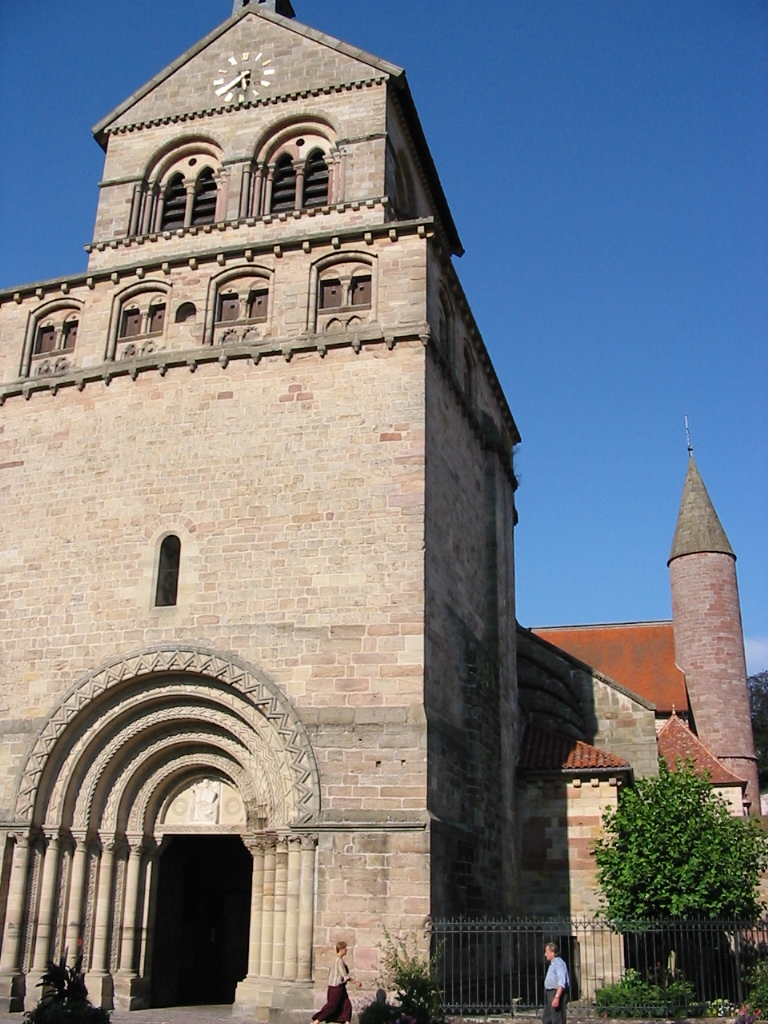
Portail néo-roman de Saint-Maurice.

En effet, à sa nomination comme curé d'Épinal,	 il trouve la basilique Saint-Maurice en très mauvais état et en impulse la restauration. Assisté par l'architecte départemental, Léon Charles Grillot (nommé architecte diocésain en 1853) et par l'architecte Louis Gahon, il ouvre un portail dans la face ouest de la tour-beffroi. L'église est classée monument historique en 1846.
Charles Chapiat a écrit à ce sujet dans son livre Voyage dans les Vosges :
L'intelligent abbé Boullangier, devenu curé d'Épinal, entreprit la restauration de son église dont il avait compris le mérite, et voulu rendre à cet édifice sa physionomie primitive.
En mars 1848, lors d'une cérémonie pour célébrer l'avènement de la Deuxième République, sur la place de La République d'Épinal, devenue place des Vosges, où l'on plante un nouvel arbre de la Liberté, il est chargé de prononcer un discours après une bénédiction.
Il est aussi désigné président du Conseil académique des Vosges 
En 1858 il fait revenir à Épinal les Sœurs de la Congrégation Notre-Dame, spécialisées dans l'éducation des filles qui y rouvriront en 1860 un établissement scolaire rue Thiers.
Sa santé se détériorant, il quitte la cure d'Épinal pour être chanoine honoraire de Saint-Dié, y publiant : Règlements et statuts de la Confrérie des morts pour la paroisse Saint-Maurice d'Épinal. 
Son état de santé le conduit à se retirer à Fontenoy dans la maison paternelle où il décèdera. Il est enterré dans l'église Saint-Mansuy de Fontenoy-le-Château, et un service solennel est célébré à Saint-Maurice à Épinal.

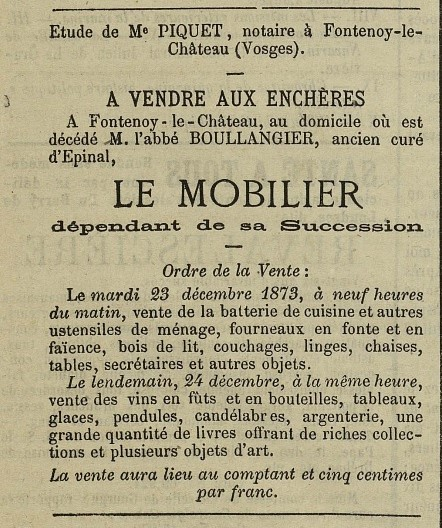
Annonce de vente mobilière au décès de l'abbé Boullangier.

Ses biens, notamment sa riche bibliothèque, sont vendus aux enchères le 23 décembre 1873.

## Sources
- Archives nationales, J. Charon-Bordas, Culte catholique : dossiers individuels des chanoines (1830-1905), page 81
- Almanach du clergé de France pour l'année 1836, éd. Gauthier Frères, p. 368.